# Verdun-bevaux-i francia katonai temető
A Verdun-bevaux-i francia katonai temetőben csaknem 3600 – első és második világháborús – francia hősi halott nyugszik.

## A sírkert
A temető Verdun külvárosában terül el 23 269 négyzetméteren. 1916-ban hozták létre a verduni csata áldozatainak eltemetésére. A katonák földi maradványait később a douaumonti osszáriumba szállították át. A temetőbe ezután is érkeztek hősi halottak. 1962-ben 569 katona maradványait helyezték át ide a Petits Monthairons temetőből. 1967-ben a temetőt újjászervezték, és újabb katonákat temettek el benne. A temetőben 3107 első világháborús és 485 második világháborús hősi halott nyugszik.

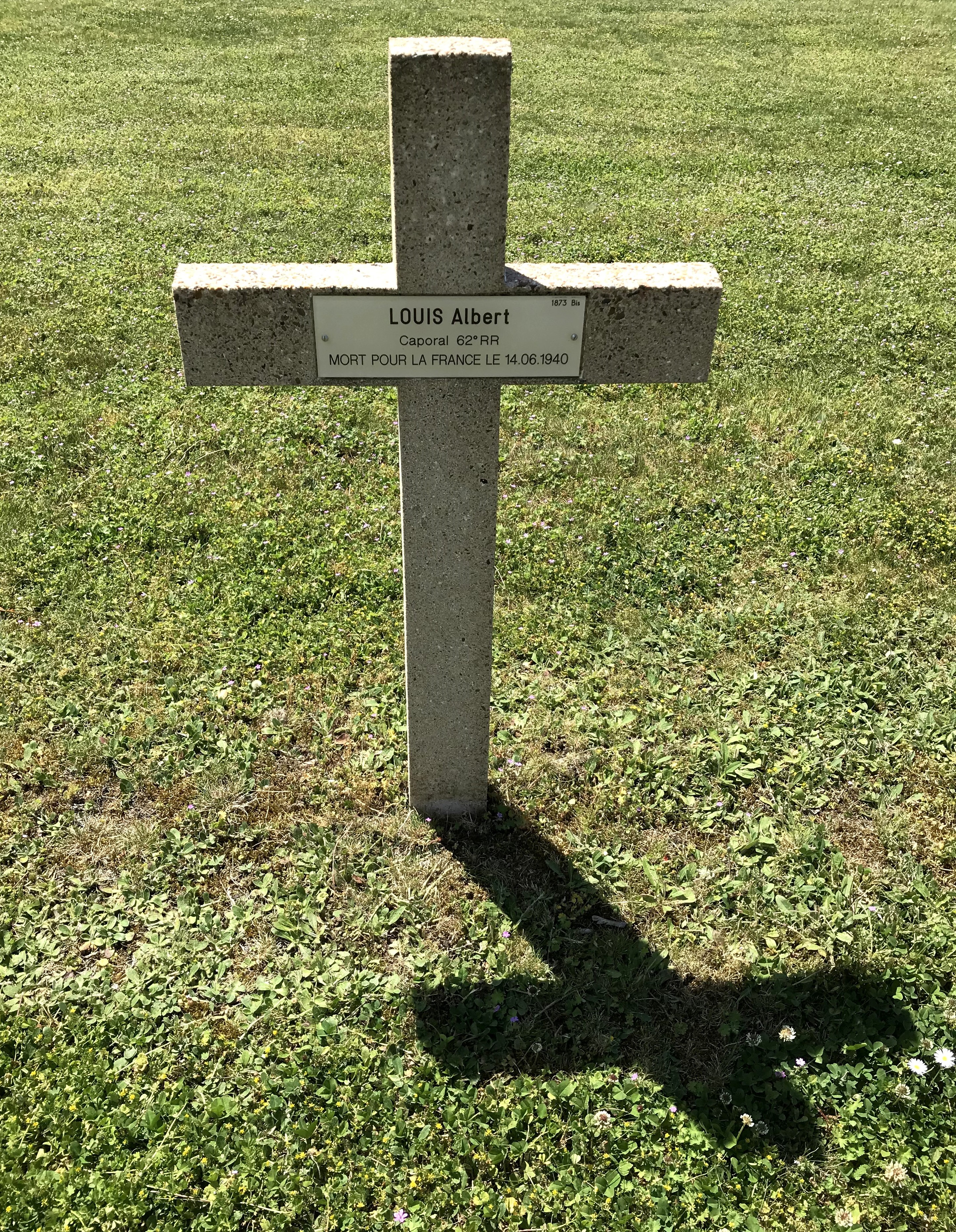
Albert Louis tizedes sírja
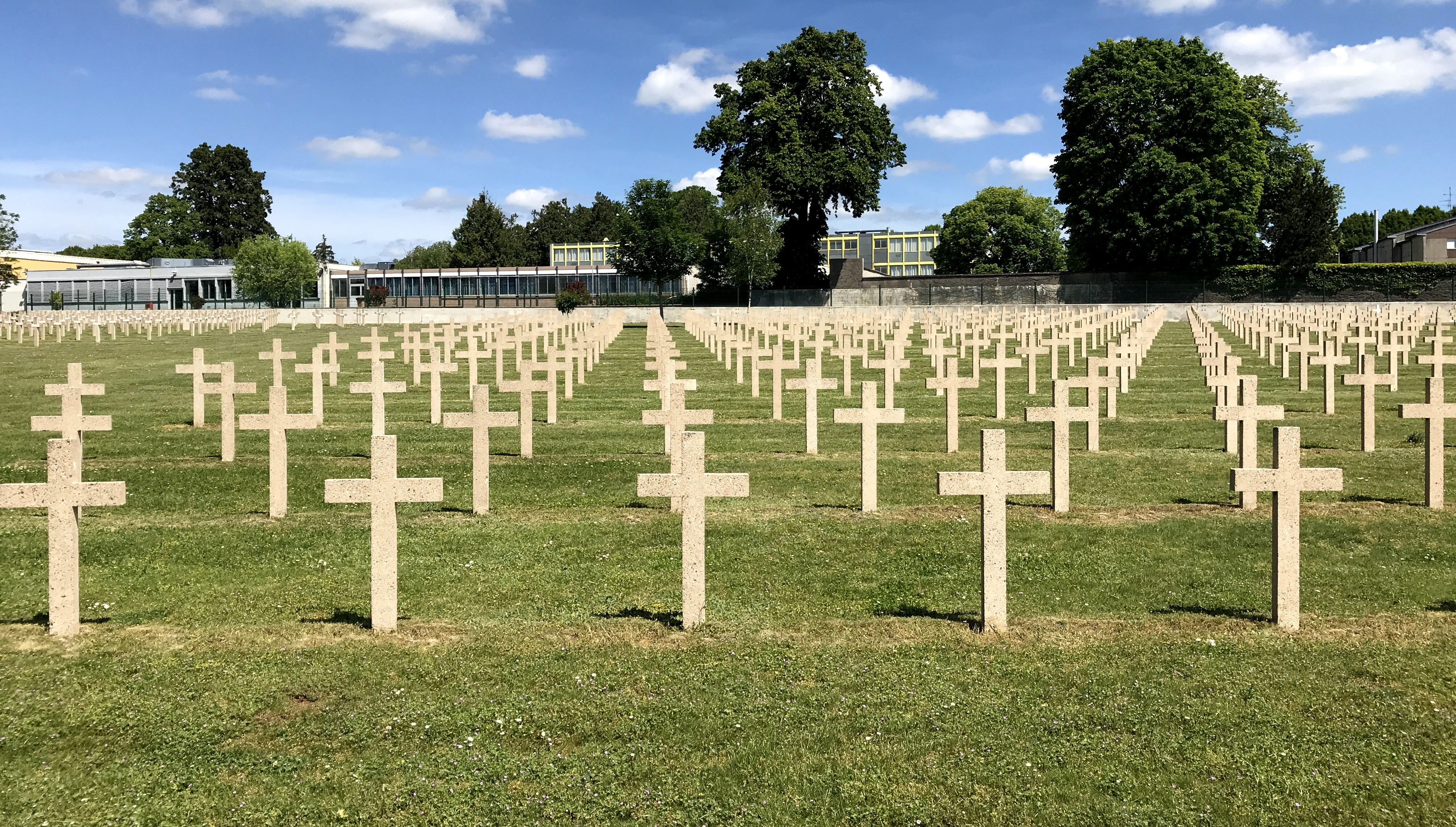
A temető
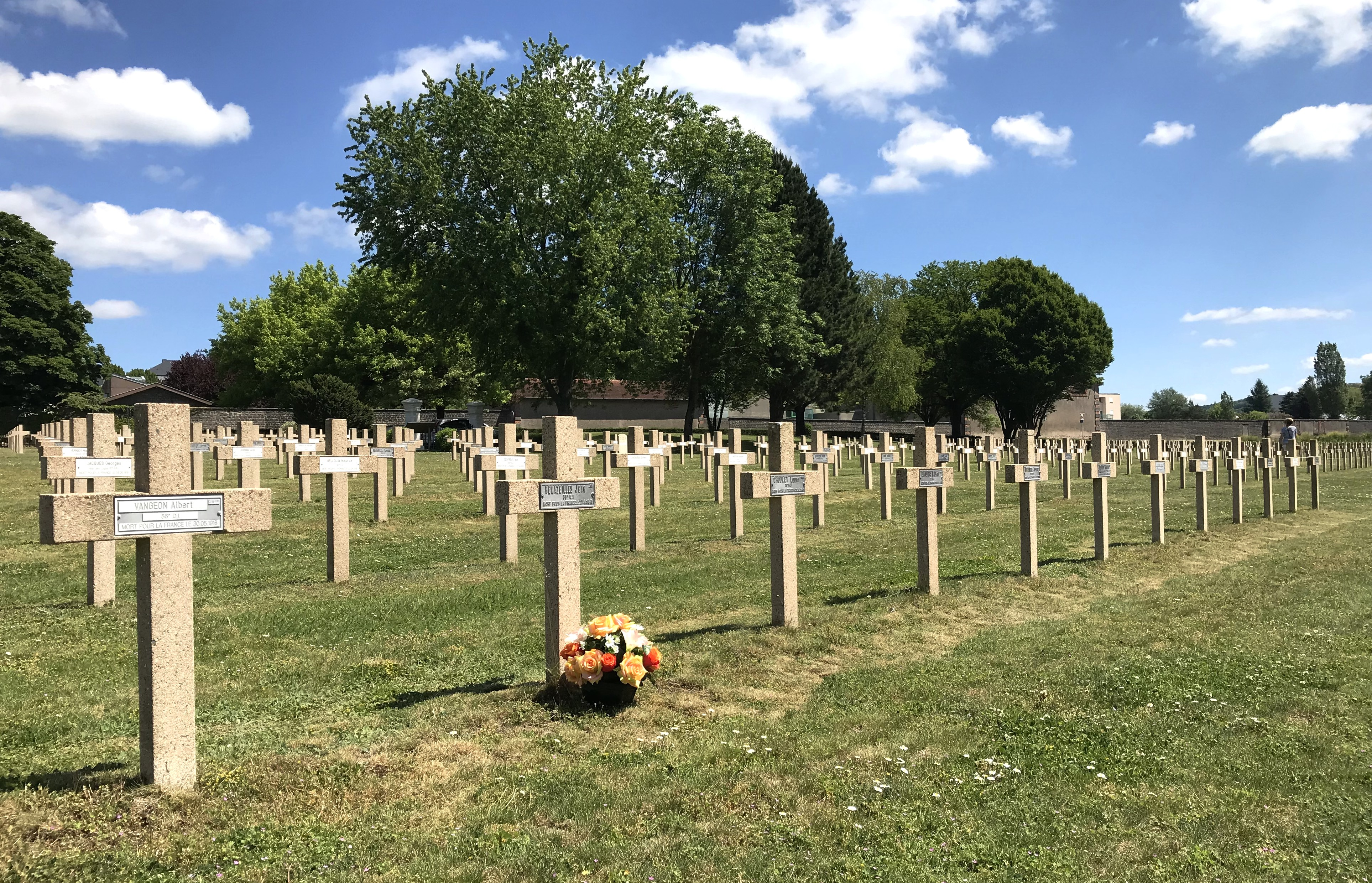
Sírok a temetőben
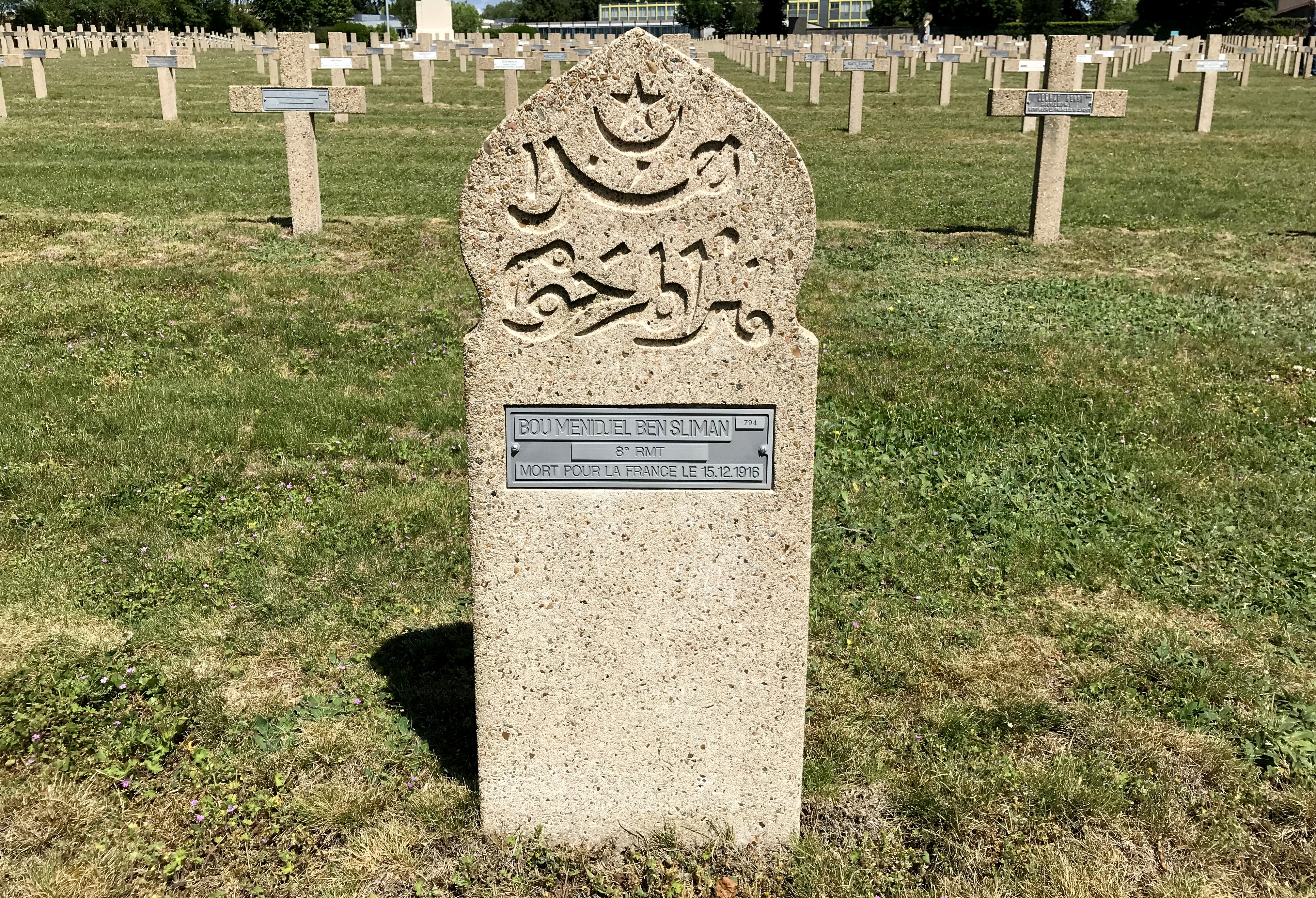
Egy muzulmán katona sírja